# Temporada 1903-1904 del Liceu
La temporada 1903-1904 del Liceu s'adoptà com a norma general al Liceu l'enfosquiment de la sala durant les representacions, seguint el costum wagnerià difós des del Festival de Bayreuth. L'empresari del teatre, Bernis, va rebre llavors una carta de protesta signada per disset persones rellevants, que arribaria a mans de Joaquim Pena i originaria el consegüent sarcasme des del setmanari Joventut.
| Temporada 1903-1904 del Liceu |                     |                    |                   | |           |                 |
| Òpera                         | Compositor          | Director musical   | Director d'escena | Papers principals | Producció | Dates           |
| Lohengrin                     | Richard Wagner      |                    |                   | Maria Giudice, Conxita Dahlander, Francesc Viñas, Nestore Della Torre, Josè Torres de Luna, Gino Tessari/Virgilio Mentasti      |           | novembre        |
| Mignon                        | Ambroise Thomas     |                    |                   | Livia Berlendi, Giuseppina Huguet, Maria Grassè, Luis Iribarne, Josè Torres de Luna                                             |           | novembre        |
| Acté                          | Joan Manén          | Joan Manén         |                   | Maria Giudice, Conxita Dahlander, Ramon Blanchart, Angelo Angioletti, Ramon Blanchart, José Torres de Luna, Jaume Bachs         |           | 3 de desembre   |
| Aida                          | Giuseppe Verdi      |                    |                   | Maria Giudice, Guerrina Fabbri, Francesc Viñas, Gino Tessari/Nestore Della Torre, Giuseppe De Grazia, Conrad Giralt             |           | desembre        |
| Carmen                        | Georges Bizet       |                    |                   | Maria Giudice, Angelo Angioletti, Néstor de la Torre, Stanisława Michalska/Balbina Alabau                                       |           | desembre        |
| Lorenza                       | Edoardo Mascheroni  |                    |                   | Livia Berlendi, Maria Claessens, Francesc Viñas, Nestore Della Torre, Josè Torres de Luna                                       |           | desembre        |
| Samson et Dalila              | Camille Saint-Saëns |                    |                   | Conxita Dahlander, Michele Mariacher, Nestore Della Torre, Giuseppe De Grazia                                                   |           | desembre        |
| La Damnation de Faust         | Hector Berlioz      |                    |                   | Livia Berlendi, Luis Iribarne/Augusto Dianni, Ramon Blanchart                                                                   |           | desembre        |
| La Africana                   | Giacomo Meyerbeer   |                    |                   | Maria Giudice, Maria De Michalska, Francesc Viñas, Ramon Blanchart, Giuseppe De Grazia. Conrad Giralt, Virgilio Mentasti        |           | gener           |
| L'elisir d'amore              | Gaetano Donizetti   |                    |                   | Giuseppina Huguet, Alessandro Bonci, Ramon Blanchart, Virgilio Mentasti                                                         |           | gener           |
| La favorita                   | Gaetano Donizetti   | Edoardo Mascheroni |                   | Concha Dahlander, Alessandro Bonci (5, 7 gener), Antoni Saludas (10 gener), Néstor de la Torre, Giuseppe De Grazia, Primo Maini |           | 5, 7, 10 gener  |
| Garin                         | Tomás Bretón        |                    |                   | Livia Berlendi, Guerrina Fabbri, Michele Mariacher, Gino Tessari, Giuseppe De Grazia, Virgilio Mentasti                         |           | gener           |
| Aida                          | Giuseppe Verdi      |                    |                   | Salomea Kruscelnicka, Maria Claessens, Emanuel Ischierdo, Ramon Blanchart                                                       |           | abril           |
| Gioconda                      | Amilcare Ponchielli |                    |                   | Salomea Kruscelnicka, Erina Borlinetto, Emanuele Ischierdo, Ramon Blanchart                                                     |           | abril           |
| Lohengrin                     | Richard Wagner      |                    |                   | Salomea Kruscelnicka, Erina Borlinetto, Emil Cossira, Giuseppe La Puma                                                          |           | abril           |
| Rigoletto                     | Giuseppe Verdi      | Giuseppe Barone    |                   | Enrico Caruso, Enrico Berriel, Speranza Clasenti, José Torres de Luna, Adalgisa Minotti, Virgilio Mentasti                      |           | 20 i 23 d'abril |
| La traviata                   | Giuseppe Verdi      | Joan Goula Fité    |                   | Esperanza Clasenti, Alessandro Ravazzolo, Giuseppe La Puma                                                                      |           | abril           |